# Mediolanum (Unternehmen)
Die Mediolanum S.p.A. war ein italienisches Finanzdienstleistungs- und Versicherungsunternehmen das in den Bereichen Versicherungs- und Bankwesen sowie Vermögensverwaltung tätig war.
Seit 30. Dezember 2015 ist die Banca Mediolanum S.p.A. infolge der Fusion mit der Kontrollgesellschaft Mediolanum S.p.A. die Dachgesellschaft, die Emittenten in den drei Geschäftssektoren kontrolliert.

## Geschichte
Die wesentlichen Etappen der Geschichte der Mediolanum S.p.A. können wie folgt zusammengefasst werden:
- 1982: Ennio Doris gründet die Programma Italia S.p.A. durch ein Joint Venture mit der Fininvest-Gruppe, die über die Fininvest Italia S.p.A. 50 % des Gesellschaftskapitals kontrolliert. Es handelt sich um das erste Netzwerk in Italien, das globale Beratung auf dem Sparsektor anbietet.
- 1983: Entstehung der Gestione Fondi Fininvest S.p.A.: Programma Italia hält einen Anteil von 25 % inne, den restlichen Anteil Fininvest Italia (eine Gesellschaft der Fininvest-Gruppe, die auf dem Versicherungs- und Finanzsektor tätig ist, von der Doris einen Anteil von 24 % innehält), eine Investmentfonds-Verwaltungsgemeinschaft italienischen Rechts. In der Folge ändert sie ihren Namen in „Mediolanum Gestione Fondi“ um.
- 1984: Ankauf der Versicherungsgesellschaften Mediolanum Vita und Mediolanum Assicurazioni.
- 1985: Entstehung von Gestione Fondi Fininvest, einer Investmentfonds-Verwaltungsgemeinschaft italienischen Rechts.
- 1994: Die Programma Italia S.p.A. ändert ihre Firmenbezeichnung in „Mediolanum S.p.A.“ um, die zur Holding aller Tätigkeiten des Sektors wird.
- 1996: Die Mediolanum-Aktie wird zum Preis von 12.000 Lire in die Liste der Borsa Italiana aufgenommen, der infolge der späteren 1:5-Aufteilung den derzeitigen 1,24 Euro entspricht.
- 1998: Das Wertpapier Mediolanum S.p.A. wird in den damaligen MIB30-Index aufgenommen.
- 2001: Die Mediolanum S.p.A. übernimmt die Münchner Privatbank August Lenz & Co.
- 2015: Die Mediolanum S.p.A. verschmilzt durch Einverleibung in die Banca Mediolanum und existiert daher nicht mehr.[2]